# Internationale economie
Internationale economie is een deelterrein van de economie en heeft drie hoofdonderwerpen: internationale handel, monetaire theorie en internationaal kapitaalverkeer.
- Internationale handel is de studie van de uitwisseling van goederen en diensten over internationale grenzen.
- Monetaire theorie is de studie van het monetaire systeem en diens invloed op productie, werkgelegenheid en het prijzenniveau.
- Internationaal kapitaalverkeer is de studie van internationale financiële markten en het verkeer van geld.